# Бангкок
Бангкок (пуно име: тај. กรุงเทพมหานคร, транслит. , изговорⓘ, скраћено: тај. , транслит. ) главни је град краљевине Тајланд од 1782. године. Град има посебан управни статус, а на његовом челу налази се гувернер. Престоница Тајланда има 8,249 милиона становника (стање по попису из 2010. године). Убедљиво је највећи и најмногољуднији град државе. У широј регији Бангкока, највећој урбаној конгломерацији у Тајланду, живи укупно 14,566 милиона становника (стање 2010). Град се налази на источној обали реке Чао Праја недалеко од Тајландског залива. Бангкок је један од економско најдинамичнијих и социјално прогресивних градова југоисточне Азије. По неким тврдњама се сматра као регионални центар који напредује да постане ривал Сингапуру и Хонгконгу мада пати од лоше инфраструктуре и социјалних проблема због свог пребрзог развоја. Бангкок је такође једна од најпопуларнијих туристичких дестинација.
Град је политички, економски и културни центар Тајланда са бројним универзитетима, високим школама, палатама и преко 400 ватова (будистичких храмова и манастира) као и најважнији саобраћајни чвор земље. Национални музеј у Бангкоку је највећи своје врсте у југоисточној Азији. Бангкок је такође и седиште Економске и социјалне комисије за Азију и Пацифик Уједињених народа (UNESCAP).
Временска разлика Бангкока у односу на UTC износи +7 сати. Према средњој Европи, временска разлика зими износи +6 сати, док лети износи +5 сати, јер Тајланд нема летног рачунања времена.

## Име
Порекло имена Бангкок (บางกอก, изговор: /bāːŋ kɔ̀ːk/ⓘ) је нејасно. Реч банг (тај. บาง) у тајском језику значи „село на потоку”, и име је можда изведено од фразе „Банг Ко” (บางเกาะ), што значи „острво”, и вероватно је везано за пуно водених токова који прожимају град.
Друга теорије је да је име изведено скраћивањем фразе Банк макок (บางกอก), где макок (มะกอก) је име биљке Elaeocarpus hygrophilus, која рађа плодове сличне маслинама. Ту теорију подржава и чињеница да је у  области Бангкока постојао храм Ват Арун, који се некад звао „Ват Макок”.
Коначна форма имена, „Бангкок”, је у српски дошла из француског језика.
Званично, град је био познат као Тонбури Си Махасамут (тај. ธนบุรีศรีมหาสมุทร), изведено из пали и санскрит језикâ, што дословно значи „град блага који краси океан”, или, краће, Тонбури, по Ајутаја Хроникама. Бангкок је вероватно било име у колоквијалној употреби, и странци су га широко усвојили, чак и након званичног успостављања главног града.
Када је краљ Рама I основао своју нову престоницу на источној обали реке, град је наследио церемонијално име Ајутаја у многим варијантама, укључујући „Крунг Теп Таравади Си Ајутаја” (กรุงเทพทวารวดีศรีอยุธยา) и „Крунг Теп Маха Након Си Ајутаја” (กรุงเทพมหานครศรีอยุธยา).
Амерички дипломата Едмунд Робертс, који је посетио град 1833. године, приметио је да је град, одкако је постао престоница, познат као „Сија Јутхија” (Sia-Yut'hia), и да је то име коришћено у међународним уговорима из тог времена.

Данас, град се у тајском језику зове „Крунг Теп Маха Након” (กรุงเทพมหานคร) или, простије, „Крунг Теп” (กรุงเทพฯ), што је скраћени облик пуног церемонијалног имена које се почело користити у време владавине краља Монгкута.
Пуно име гласи:
กรุงเทพมหานคร อมรรัตนโกสินทร์ มหินทรายุธยา มหาดิลกภพ นพรัตนราชธานีบูรีรมย์ อุดมราชนิเวศน์มหาสถาน อมรพิมานอวตารสถิต สักกะทัตติยวิษณุกรรมประสิทธิ์ ( Нема аудио датотеке (слушај) )
У латиничној транслитерацији:
Krungthepmahanakhon Amonrattanakosin Mahintharayutthaya Mahadilokphop Noppharatratchathaniburirom Udomratchaniwetmahasathan Amonphimanawatansathit Sakkathattiyawitsanukamprasit
Зато што име користи речи из два древна индијска језика, пали и санскрит, са само једном тајском речи на почетку, алтернативна транслитерација би била:
Krung-dēva mahā nagara amara ratanakosindra mah indr āyudhyā mahā tilaka bhava nava ratana rāja dhānī purī ramya uttama rājanivēsana mah āsthāna amara vimāna avatāra sthitya shakrasdattiya viṣṇu karma prasiddhi ((слушај)ⓘ)
Име се може превести као:
Град анђела, велики град бесмртних, велелепни град девет драгуља, престо краљева, град краљевских палата, дом отеловљених богова, подигнут од Вишвакармана за Индру.
Гинисова књига рекорда наводи име града као најдуже име насељеног места, са 168 слова.
Већина Тајланђана који знају цело име града, то знају захваљујући песми тајског рок бенда Асани-Васан „Крунг Теп Маха Након” из 1989. године, која се у потпуности састоји само од пуног имена града, понављајући се кроз песму.

## Историја
Бангкок (данашњи кварт Тонбури) првобитно је чинио само мало рибарско село на источној обали реке Чао Праја. По први пут на картама појавила се на једној португалској карти 1511. године. Око 1680. године јужно од села налазила су се само три насеља: царинска станица, холандска трговачка станица основана 1622. године под именом Форт Амстердам и месташце Бан Ват. Током историјске епохе краљевства Ајутија насеље се развило у значајну трговачку луку и град на речном путу према престолници.
Темељи данашњег Бангкока налазе се у малом граду Тонбери, који је данас део главног града на западној обали реке Чао Праја. Генерал Таксин је 1772. године прогласио Тонбери новим главним градом након што је престолница краљевства Ајутија потпуно уништена 1767. године током рата са Бурмом. Десет година касније нови краљ Рама I, оснивач све до данас владајуће династије Чакри, преместио је седиште владе на источној обали и тиме подручје званог Ратанакосин прогласио главним градом. У то доба Ратанакосин су насељавали већином Тајланђани кинеског порекла, нарочито у селу Банг Кок, које је краљ изградио по узору на ранију уништену престолницу краљевства.
У то тоба цели град је био испресецан густом мрежом канала (khlongs), кроз које се одвијао највећи део саобраћаја. Чак је и пијаца (пливајућа пијаца) била организована на води. Улица готово да и није било. Бангкок у то време је био често називан Венецијом истока. Највећи број канала је до средине 19. века затрпан како би се направило места за растући цестовни саобраћај и све већи број саграђених кућа. Прва поплочана улица 1863. године у граду била је улица Танон Чароен Крунг (странци је називају New road, нова улица), дуж некадашњег путељка којег су утабали слонови. Током владавине краља Чулалонгкорн (Рама V, од 1868. до 1910) настала је прва жељезничка пруга у Бангкоку која га је повезивала са севером земље, као и бројне трамвајске линије унутар града. Из тог доба потиче и велики број улица на чији изглед су већином утицали европски стилови.
Један од већих проблема за метрополу Бангкок је адекватно збрињавање многобројних људи, пре свега имиграната који су у посљедњих неколико година доселили у град из других крајева Тајланда. За велики број људи било је потребно изградити куће и стамбене објекте. Због растуће потражње за грађевинским земљиштем знатно су порасле цене станова и земљишта. Градска власт је као решење тог проблема покушала са изградњом бројних насеља у предграђима Бангкока, намењених за породице слабијег имовинског стања. Осим станова, постоји и недостатак јавних установа као што су болнице и школе. Смеће и отпадне воде се не уклањају на задовољавајући начин, а ниво подземних вода све брже опада због велике потрошње. Људи у околним насељима су угрожени првенствено инфективним болестима попут колере, дијареје и тифуса, јер су хигијенски услови у тим насељима на врло ниском нивоу, а због растуће емисије отровних гасова из индустријских постројења и возила долази и до повећаних обољења коже и плућа.
Други проблем у Бангкоку је све већи и гушћи саобраћај. Мрежа улица је потпуно неадекватна броју возила. Осим тога, мрежа градске и подземне жељезнице у граду је премалена за растућу потражњу и становништво уз мали број средстава јавног превоза, осим мреже аутобуских линија која је међу највећим у свету. Због огромног броја аутомобила у граду је забележено врло велико загађење ваздуха (високе вредности угљен-моноксидa).
Град се налази на споју Индокинеског и Малајског полуострва на реци Чао Праја, на северној обали Тајландског залива са просечном надморском висином од 5 m. Река Чао Праја код Бангкока има ширину од око 400 m.
Западно од реке Чао Праја налази се подручје названо Тонбури, које је до 1971. године било засебан град, док део на истоку који је пре више од 200 година био само мало село, углавном насељавају трговци пореклом из Кине. Подручје града има површину од 1.565,2 km², док је површина целе метрополске регије око 7.761,5 km².

### Подела
Бангкок је подељен на 50 дистрикта (khet, понекад и погрешно названи Amphoe), а они су даље подељени на 169 кваенга, који се могу упоредити са тамбонима.
Бангкок нема јасно дефинисано подручје ужег градског језгра нити има централни пословни округ. Ове функције су далеко више подељене на неколико округа. Најстарији део града је острво Ратанакосин у округу Фра Након, око Велике палате, Санам Луанг, Ват Ратчабофит и Сао Чинг Ча (огромна љуљачка). У другој половини 19. века полако је почео развој кинеске четврти око улица Јаоварат и Чароен Крунг (тада нова улица, прва асфалтирана улица у Бангкоку) у округу Самвантавонг све до централне пословне четврти града. Током 1950-их и 1960-их дуж улица Силом, Сураwонг и Си Фраја у округу Банг Рак почеле су се отварати банке и велики пословни простори. Од 1990-их у округу Сатон и дуж улице Витају (округ Патум Ван) настали су претежно луксузне пословне зграде, а дуж улица Рама I и Флоенчит (такође Патум Ван) никли су велики тржни центри и луксузни хотели. Због изградње оба система јавног превоза: Скајтрајн (градска жељезница) и метроа (МРТ) ширење подручја са централним пословним функцијама се још више убрзало. Данас су атрактивни готово сви делови града до којих допире неки од система јавног превоза. То се посебно односи на улицу Сукумвит (округ Клонг Тоеи и Ватхана), као и централни део улице Ратчадафисек (окрузи Фаја Тај и Хуај Кванг).

## Географија
Површина региона Бангкока је 1568,7 km². Надморска висина града је свега 2 метра изнад нивоа мора, што доводи до поплава у монсунском периоду. Поред тога, с обзиром да је град изграђен на мочварном земљишту, долази до слегања терена које се процењује на 5 до 10 cm годишње.
Кроз Бангкок пролази река Чао Праја која дели град на две дела. Десна обала (стари Тонбури) је више традиционалног карактера, у овом делу града се налазе многи „клонгови“ тј. канали повезани с реком и због којих се Бангкок понекад назива азијском Венецијом. Лева обала је развијенија, ту се налазе многе туристичке атракције, пословни центар, високи небодери и овај део града опслужује метро. Развој града на десној обали је углавном органски и анархичан, одвија се без урбанистичког плана. Велике улице су настале тако што су бетонирани неки бивши „клонгови“.

### Клима
Бангкок се налази у подручју тропске климе. Годишња просечна температура износи 28,4 °C, а просечна годишња количина падавина износи 1.498 mm. Највише кише пада током монсунског периода између маја и октобра, а поједини делови града понекад током септембра и октобра буду поплављени. Највише падавина просечно буде у септембру, чији просек износи 344 mm, док најмање падавина у просеку буде у јануару са свега 9 mm.
Током целе године просечне температуре се крећу између 26,1 и 30,4 °C. Средња дневна температура износи највише 34,9 °C, док је најнижа дневна 20,8 °C уз велику влажност ваздуха. Светска метеоролошка организација је незванично прогласила Бангкок, у погледу годишњег просека, за најтоплији град света. Најтоплији месец је април са средњим највишим дневним температурама од 35 °C и минималним од 26 °C. Најхладнији месец у околини Бангкока је децембар са највишим дневним температурама од 31 °C и најнижим од 21 °C. Суви период траје од децембра до марта, када почиње најтоплији део године.
| Клима метрополиса Бангкока (1981–2010)                                                         | Клима метрополиса Бангкока (1981–2010) | Клима метрополиса Бангкока (1981–2010) | Клима метрополиса Бангкока (1981–2010) | Клима метрополиса Бангкока (1981–2010) | Клима метрополиса Бангкока (1981–2010) | Клима метрополиса Бангкока (1981–2010) | Клима метрополиса Бангкока (1981–2010) | Клима метрополиса Бангкока (1981–2010) | Клима метрополиса Бангкока (1981–2010) | Клима метрополиса Бангкока (1981–2010) | Клима метрополиса Бангкока (1981–2010) | Клима метрополиса Бангкока (1981–2010) | Клима метрополиса Бангкока (1981–2010) |
| Показатељ \ Месец                                                                              | .Јан.                                  | .Феб.                                  | .Мар.                                  | .Апр.                                  | .Мај.                                  | .Јун.                                  | .Јул.                                  | .Авг.                                  | .Сеп.                                  | .Окт.                                  | .Нов.                                  | .Дец.                                  | .Год.                                  |
| ---------------------------------------------------------------------------------------------- | -------------------------------------- | -------------------------------------- | -------------------------------------- | -------------------------------------- | -------------------------------------- | -------------------------------------- | -------------------------------------- | -------------------------------------- | -------------------------------------- | -------------------------------------- | -------------------------------------- | -------------------------------------- | -------------------------------------- |
| Апсолутни максимум, °C (°F)                                                                    | 37,6 (99,7)                            | 38,8 (101,8)                           | 40,1 (104,2)                           | 40,2 (104,4)                           | 39,7 (103,5)                           | 38,3 (100,9)                           | 37,9 (100,2)                           | 38,5 (101,3)                           | 37,2 (99)                              | 37,9 (100,2)                           | 38,8 (101,8)                           | 37,1 (98,8)                            | 40,2 (104,4)                           |
| Максимум, °C (°F)                                                                              | 32,5 (90,5)                            | 33,3 (91,9)                            | 34,3 (93,7)                            | 35,4 (95,7)                            | 34,4 (93,9)                            | 33,6 (92,5)                            | 33,2 (91,8)                            | 32,9 (91,2)                            | 32,8 (91)                              | 32,6 (90,7)                            | 32,4 (90,3)                            | 31,7 (89,1)                            | 33,3 (91,9)                            |
| Просек, °C (°F)                                                                                | 27,0 (80,6)                            | 28,3 (82,9)                            | 29,5 (85,1)                            | 30,5 (86,9)                            | 29,9 (85,8)                            | 29,5 (85,1)                            | 29,0 (84,2)                            | 28,8 (83,8)                            | 28,3 (82,9)                            | 28,1 (82,6)                            | 27,8 (82)                              | 26,5 (79,7)                            | 28,6 (83,5)                            |
| Минимум, °C (°F)                                                                               | 22,6 (72,7)                            | 24,4 (75,9)                            | 25,9 (78,6)                            | 26,9 (80,4)                            | 26,3 (79,3)                            | 26,1 (79)                              | 25,7 (78,3)                            | 25,5 (77,9)                            | 25,0 (77)                              | 24,8 (76,6)                            | 23,9 (75)                              | 22,0 (71,6)                            | 24,9 (76,8)                            |
| Апсолутни минимум, °C (°F)                                                                     | 10,0 (50)                              | 14,0 (57,2)                            | 15,7 (60,3)                            | 20,0 (68)                              | 21,1 (70)                              | 21,1 (70)                              | 21,8 (71,2)                            | 21,8 (71,2)                            | 21,1 (70)                              | 18,3 (64,9)                            | 15,0 (59)                              | 10,5 (50,9)                            | 10 (50)                                |
| Количина кише, mm (in)                                                                         | 13,3 (0,524)                           | 20,0 (0,787)                           | 42,1 (1,657)                           | 91,4 (3,598)                           | 247,7 (9,752)                          | 157,1 (6,185)                          | 175,1 (6,894)                          | 219,3 (8,634)                          | 334,3 (13,161)                         | 292,1 (11,5)                           | 49,5 (1,949)                           | 6,3 (0,248)                            | 1.648,2 (64,89)                        |
| Дани са кишом                                                                                  | 1,8                                    | 2,4                                    | 3,6                                    | 6,6                                    | 16,4                                   | 16,3                                   | 17,4                                   | 19,6                                   | 21,2                                   | 17,7                                   | 5,8                                    | 1,1                                    | 129,9                                  |
| Релативна влажност, %                                                                          | 68                                     | 72                                     | 72                                     | 72                                     | 75                                     | 74                                     | 75                                     | 76                                     | 79                                     | 78                                     | 70                                     | 66                                     | 73                                     |
| Сунчани сати — месечни просек                                                                  | 272,8                                  | 251,4                                  | 269,7                                  | 258,0                                  | 217,0                                  | 177,0                                  | 170,5                                  | 161,2                                  | 156,0                                  | 198,4                                  | 234,0                                  | 263,5                                  | 2.629,5                                |
| Извор #1: Thai Meteorological Department, humidity (1981–2010): RID; Rainfall (1981–2010): RID |                                        |                                        |                                        |                                        |                                        |                                        |                                        |                                        |                                        |                                        |                                        |                                        |                                        |
| Извор #2: Pogodaiklimat.ru(High/Low Record) NOAA (sun, 1961–1990)                              |                                        |                                        |                                        |                                        |                                        |                                        |                                        |                                        |                                        |                                        |                                        |                                        |                                        |

### Загађеност
Бангкок се бори са знатним проблемима загађивања околине. Изнад града је стални облак гасова насталих сагоревањем горива. Научници сматрају да је у неким главним саобраћајним улицама вредности загађења ваздуха већ достигла нивое опасне по здравље људи. Откако је изградњом високих зграда дошло до поремећаја струјања зрака, концентрација штетних гасова је драматично повишена.
Већ готово седмина становника града жали се на бронхитис, астму и умор. Нарочито особе које су јако погођене загађеношћу често носе заштитне маске, између осталих многи возачи мотоцикла и тук-тука (ауто рикша), саобраћајни полицајци и улични трговци.
Осим загађености ваздуха, Бангкок има и знатно отежано снабдевање водом. Град нема централну мрежу опскрбе водом. Осим тога и канализацијски систем је тек у фази изградње. До 1990-их индустријски погони и домаћинства су своје отпадне воде, без било какве претходне обраде, директно испуштали у реку Чао Праја.
Отпадне материје загађују ваздух и често трују сваки облик живота у водама. Бројне фабрике у метрополској регији, а многе и у бројним подручјима становања, имају властите бунаре за своју опскрбу водом, што доводи до сталног снижавања нивоа подземних вода.

## Становништво
Бангкок је пример града са динамичним растом, али његов раст није потпуно плански. Већ 1947. године број становника је премашио милион. Године 1960. у Бангкоку је живело око 2,1 милион становника. Између 1970. (3,1 милиона) и 2000. године (6,3 милиона) број становника се удвостручио. Према подацима националне статистичке агенције (НСО) 2010. године у главном граду је живело 8,2 милиона становника. То одговара годишњем расту од 3% у периоду од 2000. до 2010. године.
Густина становништва по km² износи око 5.270 становника. За упоредбу, густина становништва у Сарајеву је око 2.060 становника по km². Бангкок је далеко највећи и најмногољуднији град у Тајланду. Он је 2009. године имао 18 пута више становника од града Самут Пракан, другог по броју становника у Тајланду (446.375 становника), а метрополска регија Бангкока (БМР) је имала чак 64 пута више становника од подручја Удон Тхани (228.738 становника), које је друго по насељености у држави.
Пошто су у главном граду Тајланда концентрисане све важне политичке и економске институције, те се ту доносе и најважније одлуке за државу, Бангкок се сматра примарним градом. Бруто домаћи производ по глави становника у Бангкоку 2006. године је био десет пута виши од најсиромашније покрајине у држави (Бангкок 319.322 бахта, провинција Мае Хонг Сон 33.231 бахта). Док се регија главног града економски развија, од тог развоја велики делови земље не профитирају или су забележили чак и смањење БДП. Због ових разлика, Бангкок је у последњих неколико деценија забиљежио огроман прираст због досељавања из провинције.
Метрополска регија Бангкока према попису становништва из 2000. године имала је 10,2 милиона становника. По попису из 2010. године било их је 14,6 милиона. То одговара годишњој стопи раста у периоду од 2000. до 2010. године од 4,3%. Густина насељености метрополске регије износи око 1.877 становника по km². Осим града Бангкока, у метрополску регију припадају и околне провинције Након Патом, Нонтабери, Патум Тани, Самут Пракан и Самут Сакон.

## Политика
Данашње подручје Бангкока настало је 1972. године спајањем старе провинције Бангкок (званично Фра Након) и провинције Тонбури, која је обухватала подручја данашњег града западно од реке Чао Фраја. Бангкок је засебна управна област. За разлику од других 76 тајландских провинција (changwat), њен гувернер се бира на директним изборима. Избори за гувернера по правилу се одржавају сваке четири године. Гувернер представља локалну власт главног града (администрацију Метрополске регије Бангкок). Он је такођер одговоран и за јавни превоз, улице, урбано планирање града, изградњу стамбених насеља, управљање отпадом, заштиту околине и јавни ред и мир.
Од 2009. године гувернер Бангкока је Сукумбханд Парибатра из Демократске странке Тајланда. Изабран је у други мандат у марту 2013. године са 46,2% гласова, а противкандидат му је био Понгсапат Понгчароен из странке Феу-Тај, који је освојио 39,7% гласова.
Градску управу контролише градско веће (веће метрополске регије Бангкока). Након општинских избора 2010. године сачињено је од 61 члана, од чега је 46 представника Демократске странке, 14 представника странке Феу-Тај и један независни представник. Градско веће је надлежно само за сам град Бангкок али не и за околну агломерацију ширег подручја Бангкока као ни за још шире метрополско подручје.

## Знаменитости
У граду се налази преко 400 ватова (будистичких храмова). Један од најзначајнијих је храм Ват Фра Каео (Ват Фра Сри Ратана Сатсадарам), у којем се налази кип Смарагдни Буда, врло цењен и поштован широм земље.
Заједно са Великом палатом, храмом Ват Фо (Ват Вра Четуфон), једним од највећих и најстаријих храмова у Бангкоку као и храмом Ват Махатат, те једним од највећих будистичких универзитета југоисточне Азије Универзитет Махачулалонгкорнрајавидјалаја, храм Ват Фра Каео на острву „Ко Ратанакосин“ (Ко = острво), чине хисторијски центар града. У Бангкоку се налази у тајландски национални музеј, национална галерија, национална библиотека Тајланда и национално позориште Бангкок.

## Привреда
Бангкок је један од економско најдинамичнијих и социјално прогресивних градова Југоисточне Азије. По неким тврдњама се сматра као регионални центар који напредује да постане ривал Сингапуру и Хонгконгу мада пати од лоше инфраструктуре и социјалних проблема због свог пребрзог развоја.
Сачуван је стари део града са сојеницама, колибама на бродицама и сплавима усидреним у рукавцима и каналима реке Чао Фраја (Менам). Културно средиште са универзитетом основаним 1917, научним институтима, академијом ликовних уметности, библиотекама, чувеним будистичким пагодама Ват-Пои Ват-Пракео. Бангкок има бројне индустријске погоне за производњу текстила, дрва, цемента, керамичких и хемијских производа, фабрика вагона и авиона, рафинерије нафте, љуштионица риже. Град има и два велика међународна аеродрома.

### Саобраћај
Од 1999. године Бангкок поседује надземни метро систем, који се састоји од две линије постављене на надвожњацима. Назив метро се оправдава отварањем прве делимично подземне линије у августу 2004. године. Изградња подземне железнице у Бангкоку је прави подухват с обзиром на потешкоће приликом изградње у ионако нестабилном терену града.

### Авио-саобраћај
Бангкок је седиште једног од најважнијих међународних аеродрома у југоисточној Азији. До септембра 2006. то је био Међународни аеродром Бангкок (Дон Мијанг), око 22 km северно до центра града. Отварањем Аеродрома Суварнабуми 28. септембра 2006. године, који се налази око 30 km источно од града у општини Банг Фли у провинцији Самут Пракан, са капацитетом од 45 милиона путника годишње, град је стекао нови главни аеродром. Он има аеродромски код БКК који је преузео од старог аеродрома Дон Мијанг. Аеродром Суварнабуми имао је 2023. године близу 52 милиона путника, док је Аеродром Дон Мијанг користило скоро 27 милиона путника. Марта 2024, премијер Тајланда је најавио да се планира да капацитет Аеродрома Суварнабуми порасте на 150 милиона путника годишње после изградње треће писте. Пут од аеродрома Суварнабуми до центра Бангкока траје таксијем од 30 до 60 минута, али се због екстремних саобраћајних гужви тај пут може потрајати и до 3 сата. Од 2010. Суварнабуми је са центром града повезан регионалном жељезничком линијом (SARL).

### Железнички
Прва железничка линија у Тајланду отворена је од Бангкока до Пак Нама 11. априла 1893. године. Једна енглеска компанија је 21. децембра 1900. отворила и железничку линију од Бангкока преко Ајутија до Кората, да би 19. јуна 1903. отворена линију Бангкок-Ратчабури-Петчабури.
Данас са главне железничке станице Бангкока Хуа Ламфонг полазе путнички возови у правцу севера, североистока, истока и југа. Према Кабин Бури возови крећу са станице Макасан. Према реци Квае и Канчанабери, као и спори воз према југу полазе возови са станице Бангкок Ној. Уместо са старе железничке станице возови такође полазе и са нове, до које вози и бесплатни аутобус. За потребе теретног железничког саобраћаја користи се механизована ранжирна станица Банг Суе у северном предграђу Бангкока.

## Спорт
На два велика и већем броју малих стадиона, расутих широм Бангкока постоји могућност праћења тајландског националног спорта muay Thai, боље познатог под именом тајландски бокс, са свим пратећим ритуалима везаним за њега. На стадиону Лумпини као и на стадиону Ратчадамноен могу се видели неки од најбољих бораца у Тајланду. Борбе се одржавају целе седмице наизменично на оба стадиона. Осим борби у рингу, одвијају се и додатне забавне активности као што су клађење на исход борби и музички садржаји (свирају традиционалне групе (при фат) засноване на инструменту pii односно тајландској обои).
Други омиљени спорт је традиционални „сепак такрау“. То је једна врста игре са лоптом начињеном од плетене шпанске трске (ратан), при којој играч мора што је дуже могуће држати лопту у ваздуху помоћу свих делова тела осим руку. Професионалне екипе играју једна против друге на пољу Санам Луанг испред Велике палаче.

## Административно уређење
Градом управља гувернер који се бира на четворогодишњи период. Тренутни гувернер је Сухумбанд Парибатра од фебруара 2009.

## Образовање
Бангкок је седиште многих универзитета међу којима су најпознатији Универзитет Тамасат и Универзитет Чулалонгкорн. Такође је познат и АИТ - Азијски универзитет технологије, основан 1959. године, који се налази северно од Бангкока.

## Партнерски градови
Бангкок има склопљену сарадњу са следећим градовима-партнерима:
- Џакарта
- Ханој
- Вијентијан
- Вашингтон (од 19. фебруара 1962)
- Санкт Петербург
- Манила
- Пекинг (од 26. маја 1993)
- Будимпешта
- Бризбејн
- Нур Султан
- Чаоџоу (од 23. новембра 2005)
- Фукуока
- Сеул (од 16. јуна 2006)
- Гуангџоу
- Лозана
- Бусан
- Чунгкинг
- Тјенцин
- Анкара
- Џорџтаун (Малезија)
- Аичи
- Шангај
- Пном Пен[29]
- Техеран
- Шандунг
- Вухан
- Москва (од 19. јуна 1997)